# 江島神社
江島神社（えのしまじんじゃ）は、神奈川県藤沢市江の島にある神社である。旧社格は県社で、現在は神社本庁の別表神社。日本三大弁天の一つに数えられる。

## 祭神

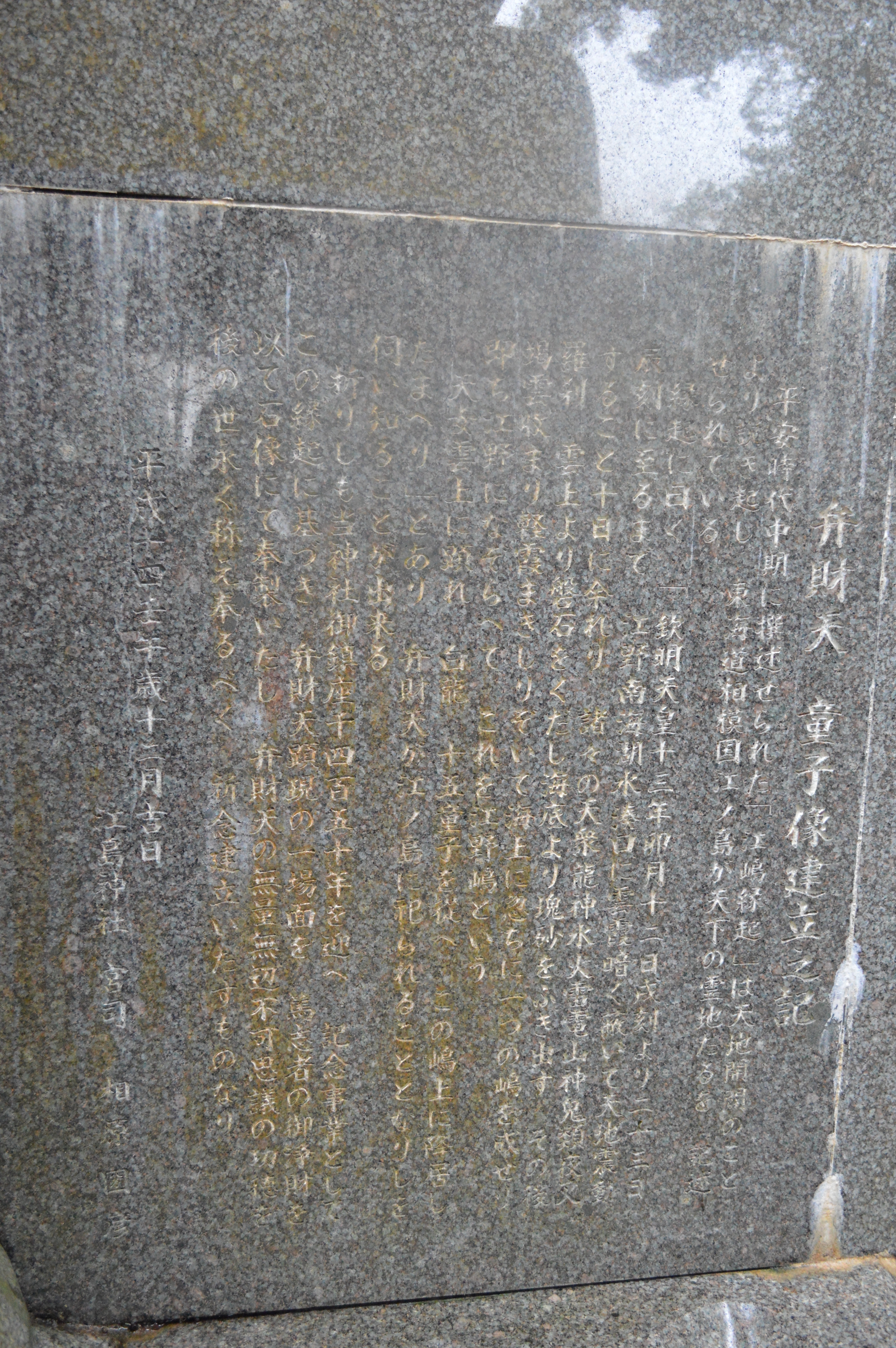
弁財天 童子像建立之記

宗像三女神を祀る。島の西方の「奥津宮（おくつみや）」に多紀理比賣命、中央の「中津宮（なかつみや）」に市寸島比賣命、北方の「辺津宮（へつみや）」に田寸津比賣命をそれぞれ祀り、「江島大神」と総称する。
江戸時代までは弁財天を祀っており、江島弁天・江島明神と呼ばれた。
現在の祭神は明治の神仏分離の際に改められたものである。辺津宮境内の奉安殿には八臂弁財天と妙音弁財天が安置されている。

## 歴史

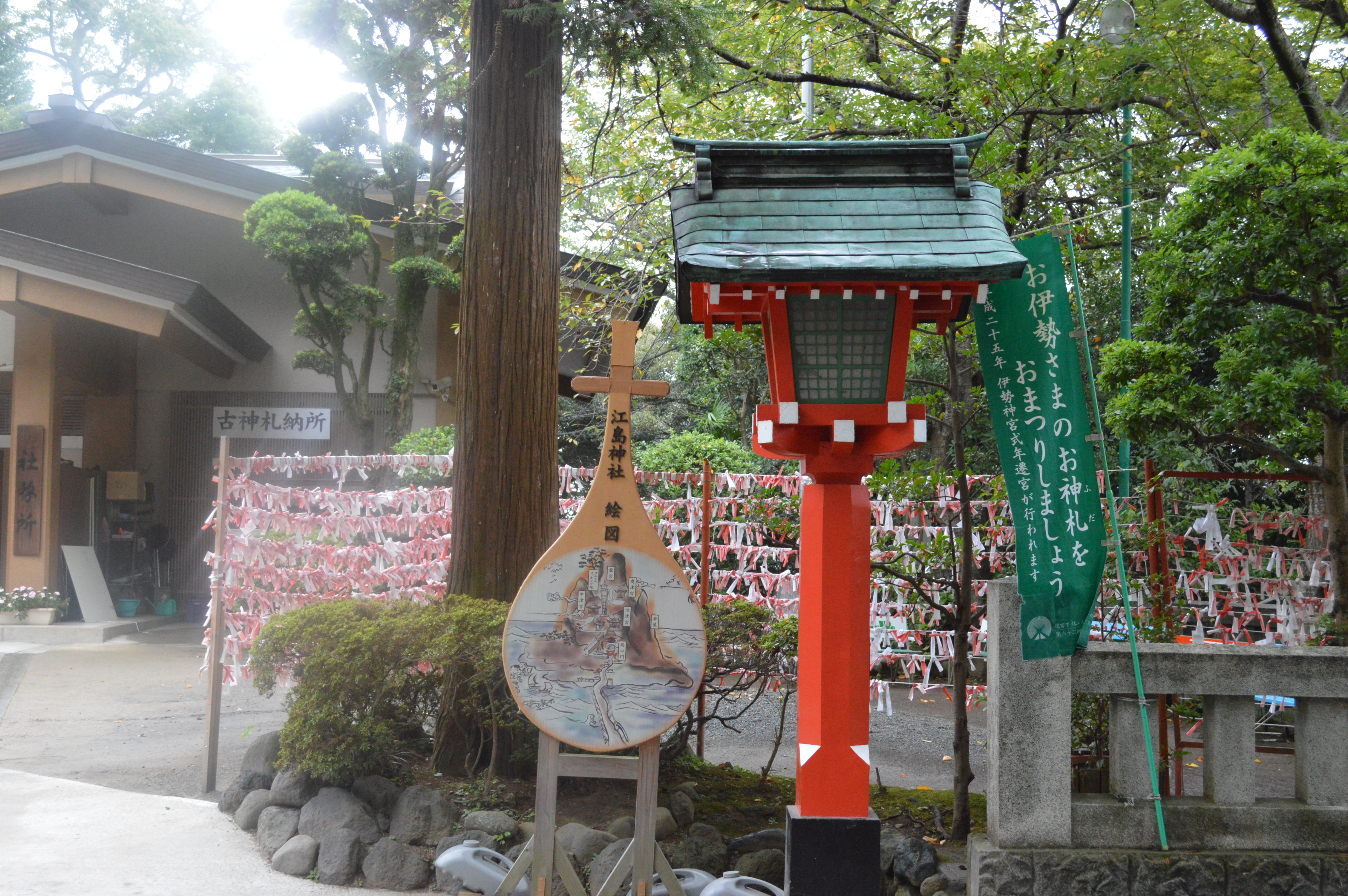
江島神社 境内

社伝によれば、欽明天皇13年（552年?）、神宣に基づき欽明天皇の勅命により、江の島の南の洞窟に宮を建てたのに始まると伝える。神仏習合により当社は金亀山与願寺と称する寺となった。『吾妻鏡』によれば、寿永元年（1182年）、源頼朝の命により文覚が島の岩屋に弁財天を勧請したとあり、これをもって創建とすることもある。歴代の鎌倉幕府将軍・執権や、代々の領主から崇敬を受けた。江戸時代には弁才天信仰が盛んになり、多くの庶民が参詣するようになった。
当社には岩本坊・上ノ坊・下ノ坊の3つの別当があり、それぞれ岩屋本宮（現在の奥津宮）・上之宮（現在の中津宮）・下之宮（現在の辺津宮）を管理していた。その中で岩本坊は総別当とされ、江島寺とも称した。慶安2年（1649年）に京都・仁和寺の末寺となってからは、岩本坊のみ院号の使用が認められて「岩本院」と称するようになった。三坊は競って当社の縁起を説いて回り、参詣者を集めた。そのうちに利権争いが起こり、寛永17年（1640年）、岩本院は幕府からの朱印状を得て上ノ坊を吸収した。後に下ノ坊も支配するようになり、岩本院が全島の権益を握ることとなった。
明治元年（1868年）の廃仏毀釈により三重塔の他多くの仏教施設や仏像などが破壊された。明治6年（1872年）には、仏式を廃して神社となり「江島神社」へ改称、県社に列せられた。同時に僧侶は全員僧籍を離れて神職となり、岩本院は参詣者の宿泊施設としても利用されていたことから、旅館となり「岩本楼」へ改称した。

## 境内

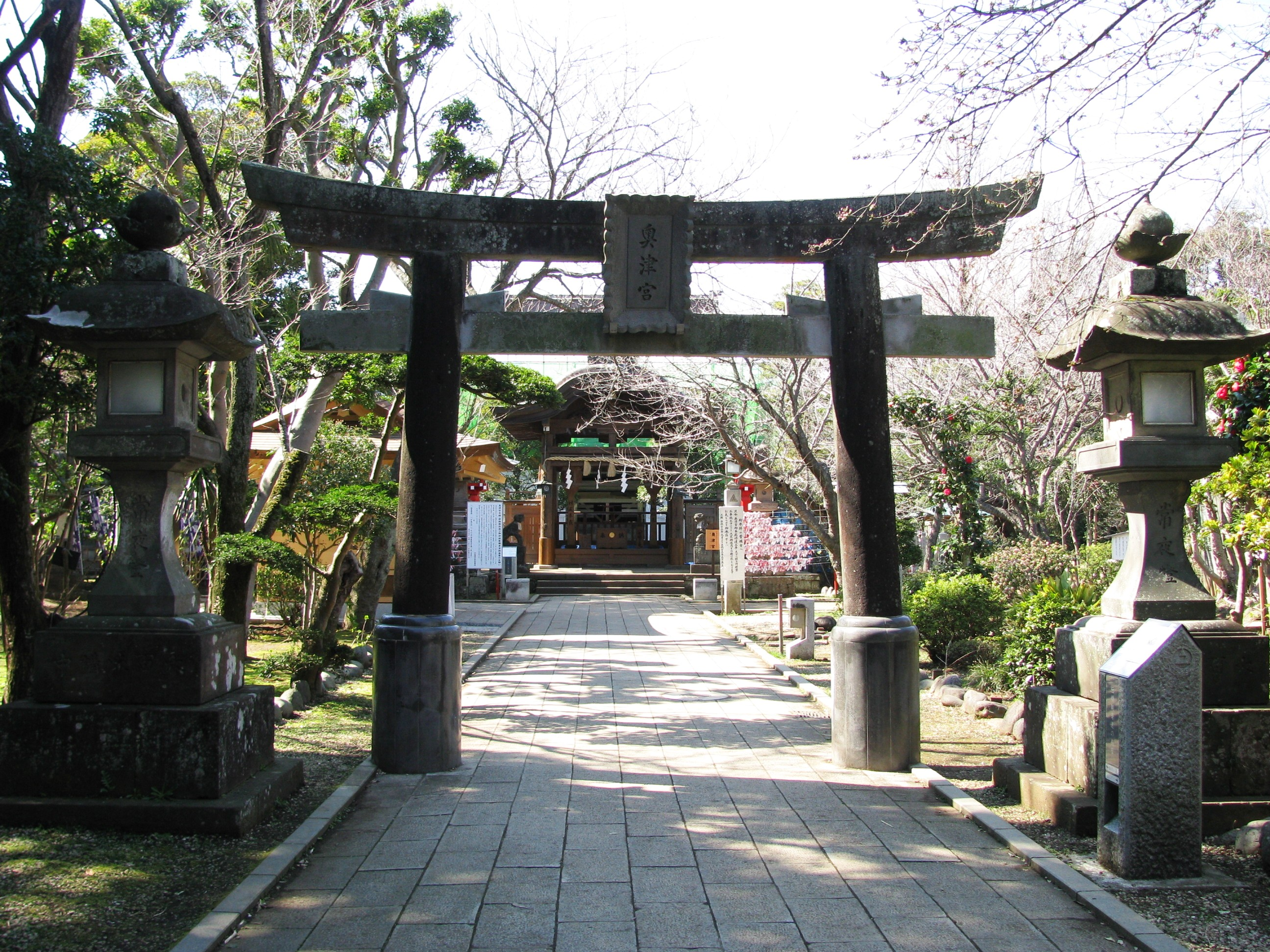
奥津宮（2011年3月27日）

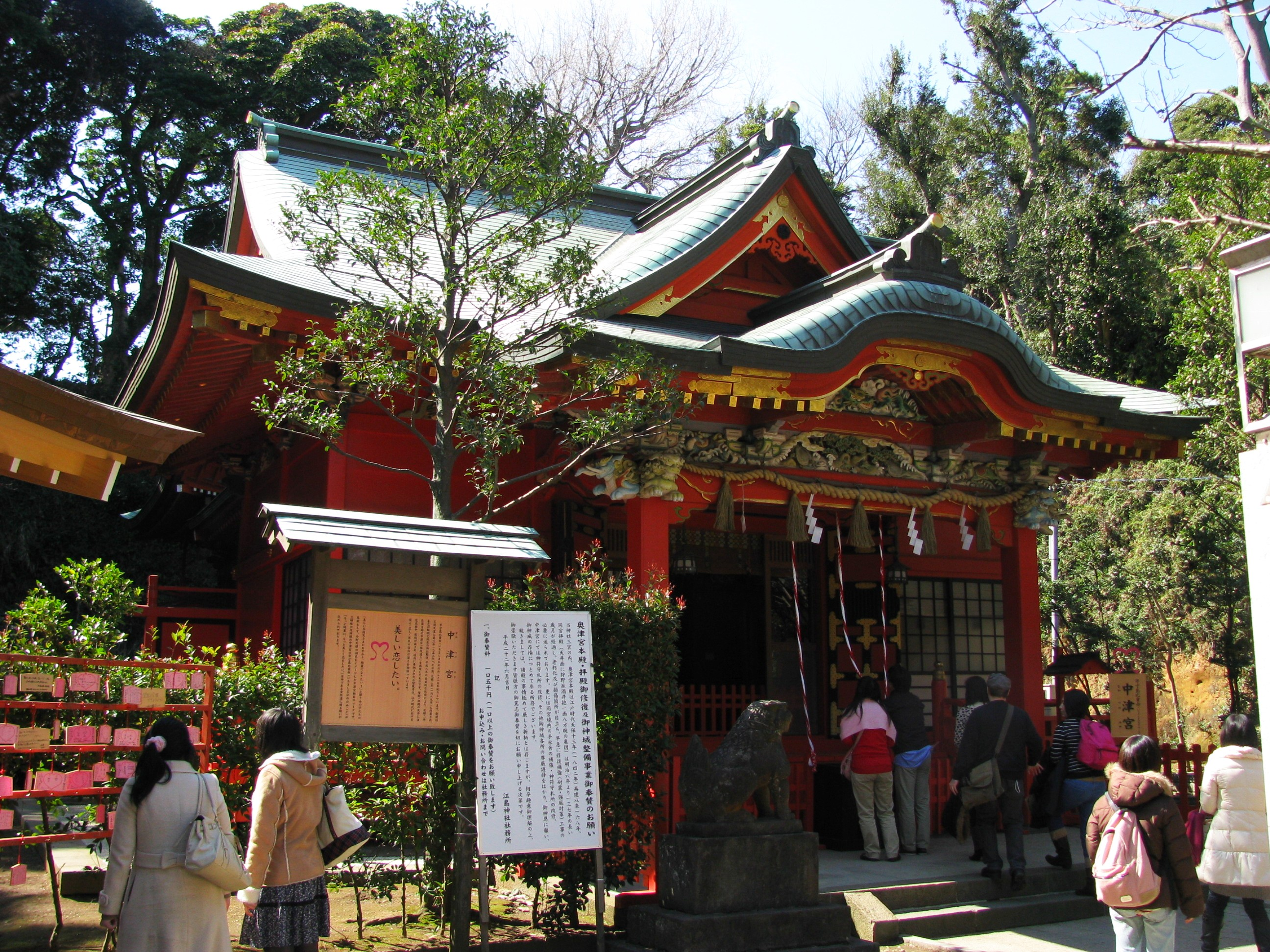
中津宮（2011年3月27日）

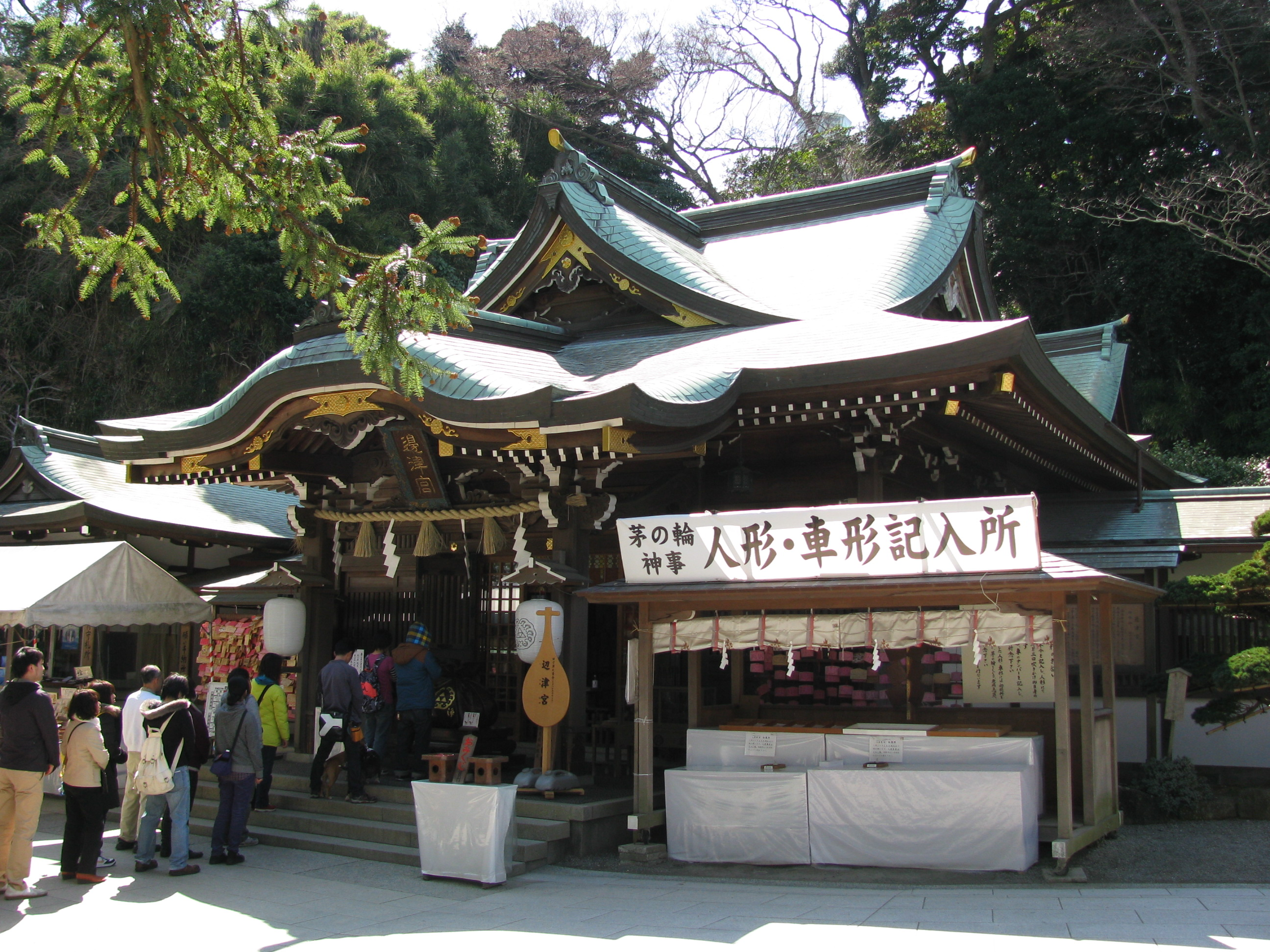
辺津宮（2011年3月27日）

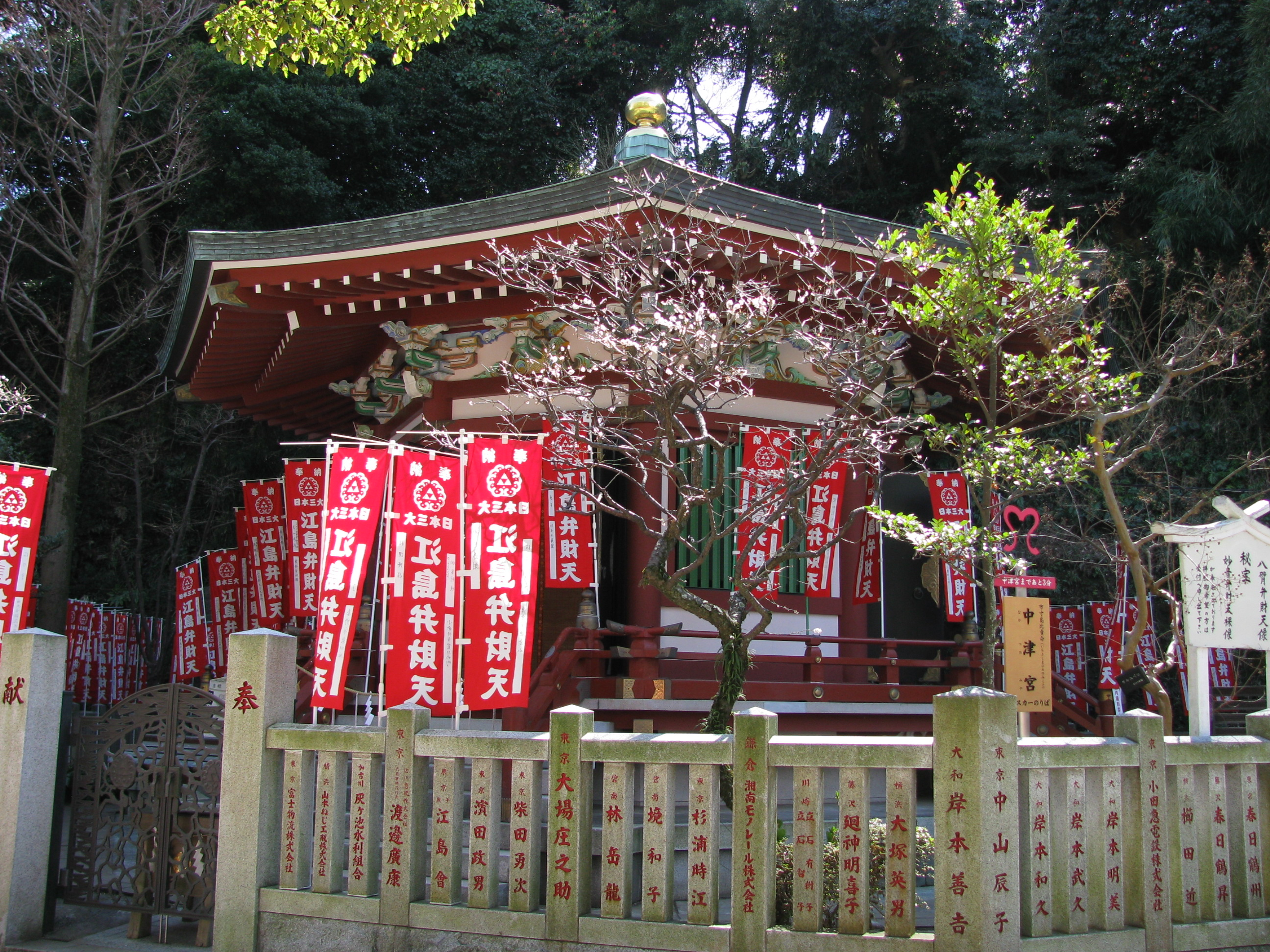
奉安殿（弁天堂）

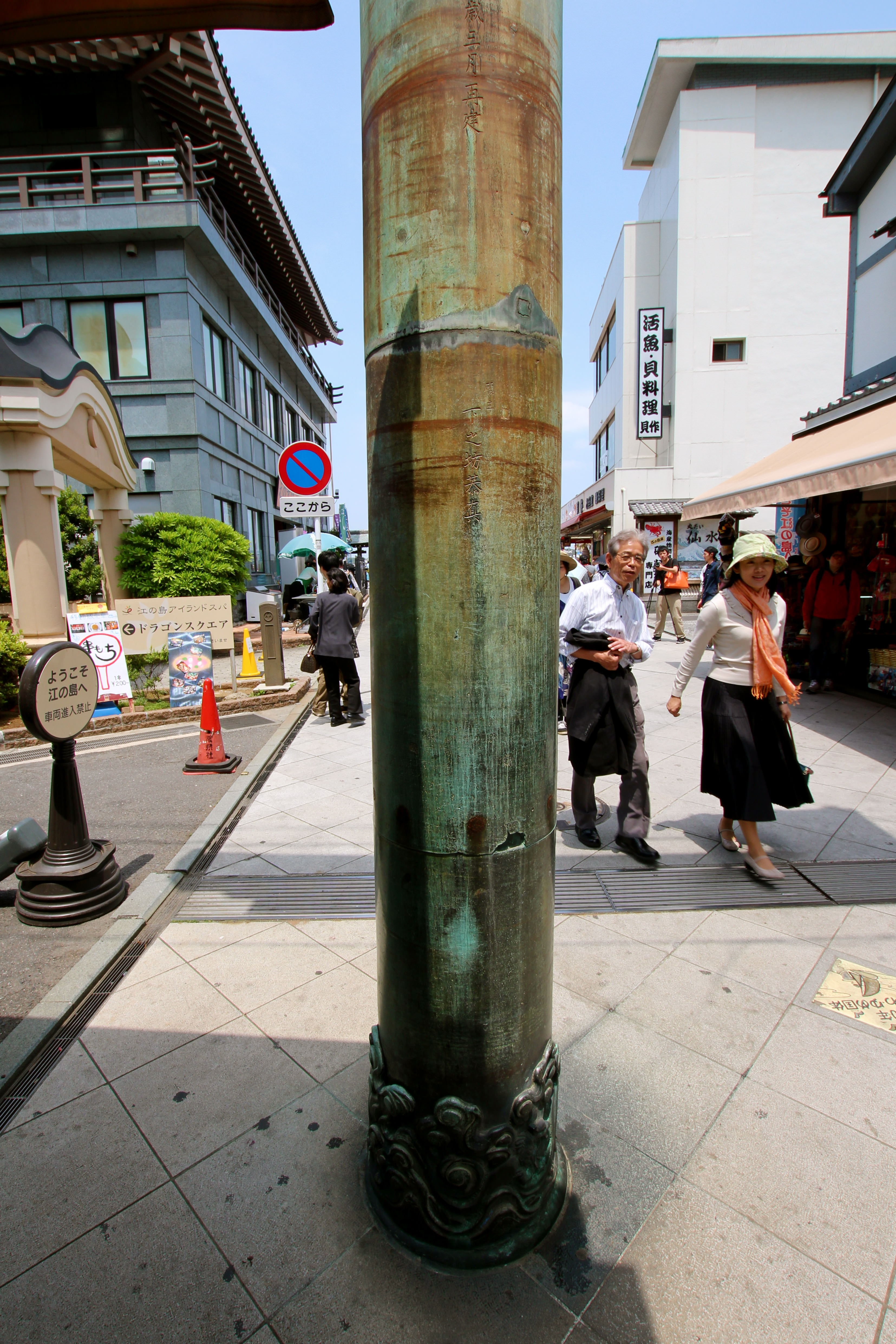
青銅の鳥居

- 奥津宮（おくつみや）：旧本宮。多紀理比賣命を祀る。拝殿天井には酒井抱一の『八方睨みの亀』が描かれ、源頼朝が奉納した石鳥居がある。入母屋造の社殿は天保13年〈1842年〉に再建された。
- 中津宮（なかつみや）：旧上之宮。市寸島比賣命を祀る。仁寿3年〈853年〉創建。権現造の社殿は元禄2年〈1689年〉に改築された。
- 辺津宮（へつみや）：旧下之宮。田寸津比賣命を祀る。建永元年〈1206年〉源実朝が創建。権現造の社殿は延宝3年〈1675年〉に再建された。
- 奉安殿：八臂弁財天と妙音弁財天が安置される。
- 境内社
  - 八坂神社：須佐之男命を祀る。江戸時代は天王社と称した。入母屋造の社殿は弘化元年〈1844年〉に再建された。
  - 龍宮（わだつみのみや）：龍宮大神を祀る。平成5年〈1993年〉に建立された。
  - 稲荷神社、秋葉神社：江の島内にあった祠を合祀した社。
- 瑞心門：神門は龍宮城を模した竜宮造の楼門。
- 青銅の鳥居 ：江ノ島入り口付近に存在する青銅の鳥居。経年とともに蒼くなった柱の下部に力強い蓑亀が刻まれている。藤沢市指定建造物[3]。

## 文化財

### 重要文化財（国指定）
- 木造弁才天坐像（2019年度指定）[4][5]。

### その他
- 肥前国藤原正広作太刀：昭和33年（1958年）1月14日県指定（工芸品）[6]
- 木造妙音弁財天坐像：市指定（彫刻）
- 八方睨みの亀：市指定（絵画）
- 紙本著色江嶋縁起絵巻：市指定（絵画）
- 江島縁起：市指定（書跡）
- 青銅鳥居：平成9年（1997年）2月12日市指定（建造物）[3]
- 群猿奉賽像の庚申供養塔：市指定（有形民俗文化財）

## 祭事・年中行事
- 初巳祭：例大祭。4月最初の巳の日。
- 初亥祭：初巳祭に並ぶ例祭。10月最初の亥の日。
  - 八坂神社例祭：7月14日に近い日曜日。神輿の海中渡御が行われる。
  - 秋葉神社例祭：1月16日。火伏祈願祭。
  - 龍宮例祭：9月9日。
- 洪鐘弁天大祭（60年に1度）：江島神社と鎌倉市の円覚寺が共同開催する祭礼。1301年（正安3年）に鋳造された国宝の梵鐘「洪鐘（おおがね/こうしょう）」の完成を祝い、60年に1度の庚子年周期で鎌倉市側で開催される。江島神社が参画する理由は、梵鐘の鋳造がうまく行かない発願者の北条貞時が、江島神社で7日間の参籠を行ったところ竜の頭のような金属を入手し、鋳造に成功したという伝説に基づく。2020年（令和2年）の庚子年開催がコロナ禍で延期され、2023年（令和5年）10月29日に開催。

## 所在地・交通
神奈川県藤沢市江の島2-3-8
- 最寄駅：小田急江ノ島線片瀬江ノ島駅、江ノ島電鉄江ノ島駅から徒歩約15分。湘南モノレール江の島線の湘南江の島駅からもアクセスできる。
- 辺津宮から中津宮への移動には江の島エスカー（上り専用）を利用できる[7]。